# Manilakugelfisch
Der Manilakugelfisch (Arothron manilensis), auch Streifen-Kugelfisch genannt, lebt im tropischen, westlichen Pazifik von den Ryūkyū-Inseln, über die Philippinen, Borneo, entlang der Küste Australiens bis New South Wales, Samoa und Tonga. Er hält sich vor allem in trübem Wasser, über Sand- und Schlammböden, sowie Seegraswiesen bis in Tiefen von 20 Metern auf und geht auch in das Brackwasser von Flussmündungen. Zur Fortpflanzung zieht er in Mangrovenwälder, wo sich auch die Jungfische bevorzugt aufhalten. Der Manilakugelfisch ist nah mit dem Ungefleckten Kugelfisch (Arothron immaculatus) verwandt, der im Indischen Ozean den gleichen Lebensraum bewohnt.
Manilakugelfische sind hellgrau mit vier bis zehn schmalen braunen Längsstreifen an den Flanken und auf dem Rücken. Die Fische werden 31 Zentimeter lang. Die Haut ist schuppenlos und mit kleinen Stacheln bedeckt.
Flossenformel: Dorsale 9–11, Anale 9–10
Sie leben bodennah, sind einzelgängerisch, territorial und ernähren sich von Schnecken, Muscheln und Krebstieren. 